# Lipienek
Lipienek (niem. Leipe, także dawniej Lipno i Lippe) – wieś w Polsce, położona w województwie kujawsko-pomorskim, w powiecie chełmińskim, w gminie Lisewo.

## Podział administracyjny

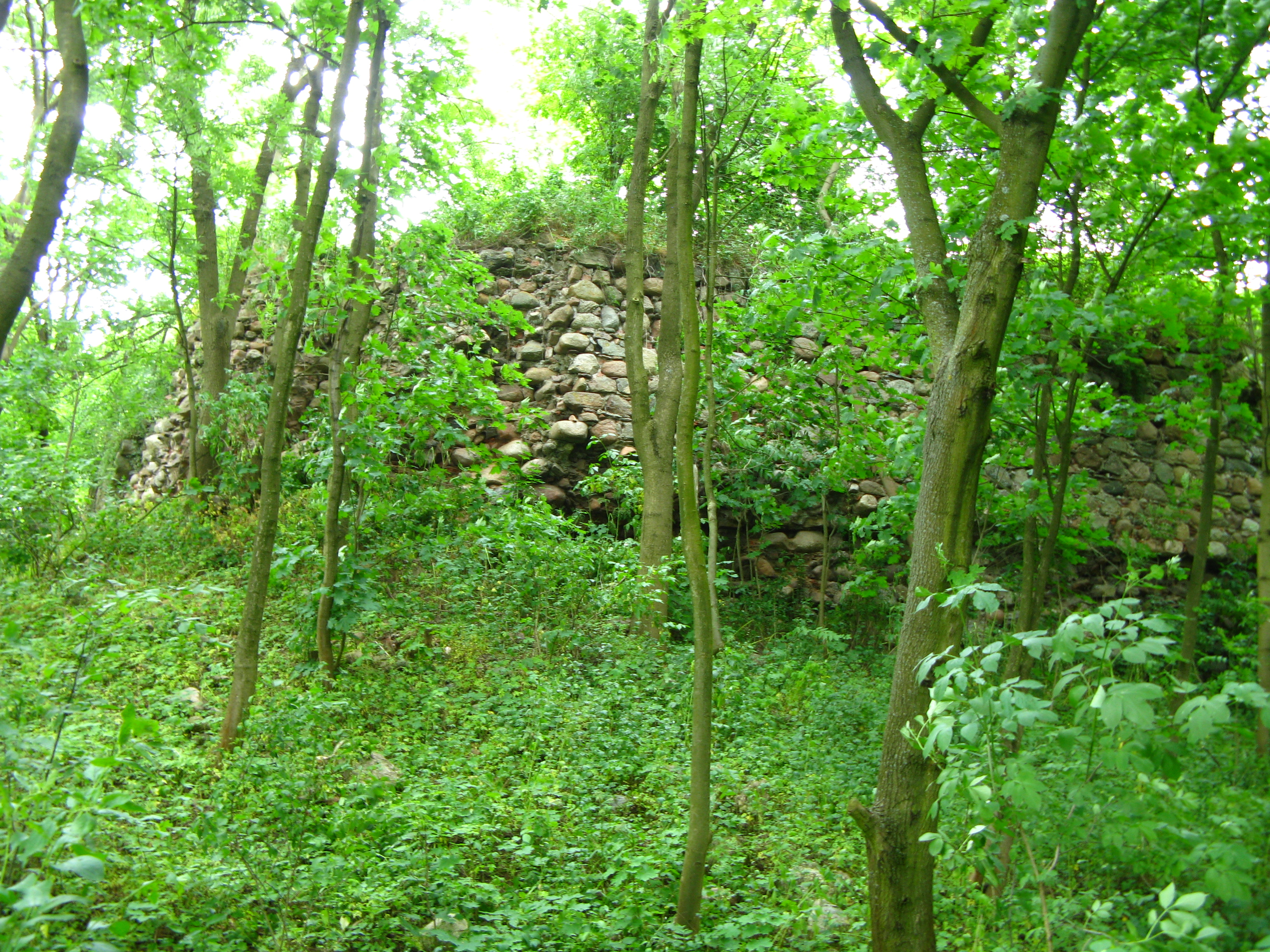
Pozostałości murów zamkowych

Do Lipienka w latach 1466–1772 należały miejscowości: Bocień, Drzonowo, Firlus, Gronowo, Kornatowo, Kotnowo, Krusin, Lisewo, Malankowo, Pniewite, Strucfoń i Szerokopas. 
W latach 1975–1998 miejscowość należała administracyjnie do województwa toruńskiego. 
Wedle urzędowego podziału terytorialnego kraju, w obrębie Lipienka wyróżnione są 2 części miejscowości: Pod Drzonowo i Pod Dubielno. Do końca 2010 wyróżnione były także 2 inne – Nad Jeziorem i Pod Strucfoń, jednak zostały one zniesione z dniem 1 stycznia 2011.

## Demografia
Według Narodowego Spisu Powszechnego (marzec 2011) wieś liczyła 338 mieszkańców. Jest piątą co do wielkości miejscowością gminy.

## Historia
We wsi znajdują się ruiny zamku krzyżackiego wpisane do rejestru zabytków NID (nr rej.: A/147/64 z 18.10.1934). Zamek był siedzibą komturów ziemi chełmińskiej a następnie wójtów lipieńskich, podległych bezpośrednio wielkiemu mistrzowi z Malborka. W 1291 na zamku w Lipienku wydano przywilej lokacyjny dla miasta Grudziądza. W 1330 król Władysław Łokietek próbował bezskutecznie zdobyć zamek przy wsparciu wojsk węgierskich i litewskich, w związku z czym 18 października 1330 zawarł tu rozejm z Krzyżakami.    
Po II pokoju toruńskim z 1466 Lipienek znalazł się w Koronie i był siedzibą starosty, jako zarządcy dóbr królewskich. Od 1530 do 1649 starostami lipieńskimi (lipnowskimi) byli Kostkowie herbu Dąbrowa. Przed 1565 odbudowali oni zamek w Lipienku na swoją rezydencję. Ufundowali także szesnastoboczną, gotycko-renesansową wieżę w kościele w pobliskim Lisewie, gdzie niektórzy z nich są pochowani. Po Kostkach starostwo przejęli Czerscy i Smoguleccy, dzierżący na Lipienku emfiteuzę. W latach 1725–1748 starostami lipieńskimi byli Lubomirscy. Ostatnim starostą był Adam Grabowski, który dzierżawił Lipienek Franciszkowi Rybińskiemu. 16 września 1772, w obecności Rybińskiego, majątek przejęli komisarze pruscy. Sam Grabowski 11 dni później złożył królowi pruskiemu homagium.   
Zamek lipieński został zniszczony w wyniku ciężkich walk podczas potopu szwedzkiego w 1659 i już nie odbudowany, choć pozostawał zamieszkany jeszcze w 1765.   
Starostowie lipieńscy (starostowie niegrodowi w woj. chełmińskim):  
- Wacław z Ledecza Czerwonka, w 1472 (także starosta kowalewski; posiadał zapis "na Lipnie")
- Mikołaj Kowalikowski i Reinhold Feldstedt (mieszczanin gdański), do 11.02.1511
- Jan i Krzysztof Boroszewscy, znani także pod nazwiskiem Skarszewscy, 1511-1530 (także starostowie skarszewscy)
- Stanisław Kostka, 13.01.1530-12.1555 (śmierć; także wojewoda chełmiński i pomorski, kasztelan chełmiński i elbląski oraz podskarbi ziem pruskich; otrzymał w 1530 od króla "Lipno, Kotnowo, Małygrzegorz i Malankowo na prawie feudalnym", które odkupił od Skarszewskich a w 1543 dostał także Drzonowo i Strucfoń, jako "należące do grodu lipieńskiego"; w 1547 zapisał swojej żonie, Elżbiecie von Eulenburg, Lipno, Wieldządz i Strucfoń jako wiano); pochowany w kościele w Lisewie
- Jan Kostka, 12.1555-05.1581 (śmierć), syn poprzednika (także wojewoda sandomierski i kasztelan gdański); pochowany w lisewskim kościele
- Jan Kostka (II), 25.11.1581-1582 (śmierć), syn poprzednika
- Jan Kostka (III), 03.11.1591-1592 (śmierć), brat poprzednika
- Zofia Herburtówna Kostkowa, 15.07.1592-26.04.1602, wdowa po poprzedniku (otrzymała dożywocie na Lipienku już w momencie nominacji męża 3 listopada 1591; z upoważnienia królewskiego odstąpiła starostwo synowi)
- Jan Kostka (IV), 26.04.1602-24.05.1624 (śmierć), syn poprzedniczki i Jana III
- Samuel Żaliński, do 06.10.1629 (śmierć), spowinowacony z Kostkami przez swoją macochę (występuje jako starosta lipieński w 1629; także wojewoda malborski i pomorski, podskarbi ziem pruskich, kasztelan elbląski i ekonom malborski)
- Stanisław Franciszek Kostka, 28.06.1644-1649, starszy syn Jana IV
- Albrecht (Olbrycht) Czerski, do 16.09.1655 (śmierć; także kasztelan chełmiński)
- Teresa z Niemojewskich Czerska, od 16.09.1655, wdowa po poprzedniku (po śmierci męża uzyskała prawo emfiteutyczne na starostwie lipieńskim)
- Zofia Anna z Niemojewskich Smogulecka, 24.10.1664 (występuje w lustracji z 1664 jako zajmująca Lipienek), siostra poprzedniczki (przejęła po niej emfiteuzę)
- Mikołaj Smogulecki, 31.03.1665-1675 (śmierć; prawdopodobnie przejął emfiteuzę od poprzedniczki a 31.03.1665 uzyskał dożywocie "na Lipienku"; także kasztelan gdański)
- Kazimierz Zawadzki, 1676-1691[10][11] (śmierć; otrzymał starostwo lipieńskie w zamian za odstąpione starostwo puckie a 14.01.1688 otrzymał wraz z żoną, Ludwiką Katarzyną Schlieben, dożywocie na Lipienku; w 1689 otrzymali oni pozwolenie wydzierżawienia starostwa Rykaczewskim; także kasztelan chełmiński i podkomorzy malborski)
- Jakub Zygmunt Rybiński, co najmniej od 07.01.1723-16.12.1725 (śmierć; generał, także wojewoda chełmiński, łowczy wielki koronny, marszałek Trybunału Głównego Koronnego, podkomorzy chełmiński, ekonom malborski i ambasador Rzeczypospolitej w Imperium Osmańskim w 1710)
- Jerzy Dominik Lubomirski, 18.12.1725-1727 (śmierć; generał, także wojewoda krakowski, podkomorzy nadworny koronny i podstoli koronny)
- Magdalena Tarłówna Lubomirska, 1727-14.06.1728, wdowa po poprzedniku (nadaniem królewskim otrzymała starostwo wraz z mężem, w 1728 przekazała je synowi)
- Antoni Benedykt Lubomirski[12],[13], 14.06.1728-28.06.1748 (otrzymał starostwo lipieńskie od matki na mocy upoważnienia królewskiego; jego żona, Anna z Ożarowskich, otrzymała na Lipienku ius communicativum 13.07.1737; w 1743 otrzymał zezwolenie na wydzierżawienie starostwa Piotrowi Riaucour; 28.06.1748 oboje małżonkowie otrzymali zgodę na przekazanie Lipienka następcom; generał, także miecznik wielki koronny)
- Henryk Brühl, 28.06.1748-09.12.1752 (za zgodą króla otrzymał wraz z żoną, Marią Anną von Kolowrat-Krakowsky, od poprzedników, starostwo lipieńskie a dwa miesiące później uzyskali oni pozwolenie na wydzierżawienie Lipienka Tomaszowi Grąbczewskiemu; 09.12.1752 otrzymali zgodę na przekazanie starostwa następcom; hrabia, generał, premier Saksonii i faworyt Augusta III)
- Aleksy Husarzewski, Hussarzewski
- Adam Dąmbski, Dąbski
- Adam Mateusz Goetzendorf[14]-Grabowski (szambelan, generał)

W skład starostwa lipieńskiego wchodziły następujące wsie: Bocień, Drzonowo, Firlus, Gronowo, Kornatowo, Kotnowo, Krusin, Lipienek, Lisewo, Malankowo, Pniewite, Strucfoń, Szerokopas.
Po I rozbiorze Polski w 1772 majątek znalazł się w rękach pruskiego skarbu państwa a po 1918 przeszedł na własność odrodzonego państwa polskiego. W II poł. XIX w. wybudowano tu późnoklasycystyczny dwór a wokół niego powstał duży folwark.  
W dwudziestoleciu międzywojennym Majątek Państwowy Lipienek był dzierżawiony przez inż. Stanisława Jana Haertlé'a. Haertlé prowadził w Lipienku pionierskie hodowle świń, owiec, drobiu i koni zimnokrwistych. Haertlé wraz ze współpracownikami pracował nad stworzeniem nowej rasy świń, która została nazwana wielka biała pomorska (obecnie wielka biała polska, zwana także ostrouchą). Osiągnięcie to zostało oficjalnie potwierdzone w 1936 przez Polskie Towarzystwo Zootechniczne i Ministerstwo Rolnictwa i Reform Rolnych. W Lipienku prowadzono księgi rodowodowe tej rasy. Haertlé prowadził także owczarnię zarodową merynosów z najdłuższymi udokumentowanymi rodowodami tych zwierząt w Polsce oraz stadninę koni półkrwi i typu pogrubionego, używanego do pracy na roli. W Lipienku hodowano również kury ras Rhode Island i Sussex.
W latach 1939 - 1942 dotychczasową nazwą wsi było Lippinken Dom., lecz po przeprowadzonej zamianie nazw miejscowości w Okręgu Rzeszy Gdańsk-Prusy Zachodnie, w latach 1942 - 1945 nazywała się Burgleipe. Nazwa folwarku także uległa zmianie z Klein-Linde na Kleinlinde.